# Tony Harper
Tony Harper, född 6 december 1938, död 17 april 2013, var en friidrottare från Bermuda. Han deltog vid olympiska sommarspelen 1968.